# Пограниці
Пограниці (словац. Pohranice) — село, громада округу Нітра, Нітранський край. Кадастрова площа громади — 12.09 км². Протікає річка Кадань.
Населення 1096 осіб (станом на 31 грудня 2018 року).

## Історія
Пограниці згадується 1075 року.

## Населення
| Рік:            | 1994. | 2004.   | 2014.   | 2024.   |
| --------------- | ----- | ------- | ------- | ------- |
| Кількість осіб: | 1083  | 1069    | 1077    | 1103    |
| Різниця:        |       | -1,29 % | +0,74 % | +2,41 % |

| Рік:            | 2023. | 2024.   |
| --------------- | ----- | ------- |
| Кількість осіб: | 1094  | 1103    |
| Різниця:        |       | +0,82 % |